# Альошкіна Дарія Олексіївна
Дарія Альошкіна (5 березня 1982, Київ, Україна) — українська мисткиня, скульпторка, витинанкарка.

## Життєпис
Дарія Альошкіна народилась 5 березня 1982 у Києві в родині відомих українських скульпторів Олекси та Людмили Альошкіних. Дитинство минуло на Вінниччині.

### Освіта
2001 — закінчила Вижницький коледж прикладного мистецтва ім. В.Ю. Шкрібляка (м. Вижниця, Чернівецька обл.).
2007 — закінчила Львівську національну академію мистецтв, магістр за спеціальністю монументально-декоративна скульптура.
Працює в галузі станкової та монументальної скульптури, витинанки, графіки. Режисер Театру Тіней «Див».

### Участь у виставках, симпозіумах
З 1996 бере участь у виставках та симпозіумах.
Учасниця понад 30 скульптурних симпозіумів України, Польщі, Литви. Скульптури прикрашають такі міста, як Київ, Львів, Чорноморськ, Жовква, Коломия, Свалява, Калуш, Ґданськ (Польща).
З 2010 представляє Україну на міжнародних подіях з монументальними витинанками — Польща, Німеччина, Франція, Південна Корея, Канада, США, Бельгія, Австрія, Швейцарія, Італія, Данія та ін. Витинанки двічі прикрашали український стенд на відомому книжковому форумі “Livre Paris“ у Парижі.
2018 — бренд Cartier прикрасив бутік її паперовими витинанками.
2018 — учась з витинанками на бієнале високого ремесла та дизайну Révélations Grand Palais, Париж.
2018 — оформлення українського стенда витинанками на Maison et object, Paris Design Week.
2019 — співпраця з французькою дизайнеркою Issabel Daëron в оздобленні вітрин.
2019 — експозиція витинанок у штаб квартирі ООН у Швейцарії.
2020 — Запрошена на участь у бієнале бієнале крафтового мистецтва у Венецію фондом Мікеланджело.
2021 — персональна виставка витинанок «Паперове Мереживо»‚ Івано-Франківськ, Україна.
2021 — персональна виставка витинанок «Два проекти» місто Ніцца, Франція.
2021 —  виставка «Futurespective: 30 обкладинок Vogue UA від українських митців», Київ, Центр Сучасного Мистецтва «М 17».
2021 — Виставка витинанок на Art Piknick“, Краків, Польща.
2021 — виставка витинанок в рамках Paris Design Week — Український культурний центр, Париж, Франція.
2021 — персональна виставка витинанок «Щедрик» Національний Музей у Львові імені Андрея Шептицького.
2022 — персональна виставка витинанок церква Св. Петра, Гамбург, Німеччина.

### Творчість (витинанки)
Дарія Альошкіна створює витинанки величезних розмірів. Ці ажурні панно стали точкою тяжіння безлічі виставок і артпроєктів у Польщі, Німеччині, Франції, Південній Кореї, Канаді, США, Бельгії, Австрії, Швейцарії, Данії. Усі орнаменти – авторські до останнього штриха. Свої витинанки художниця робить винятково вручну. Особливість техніки Дарії Альошкіної – симетрія: так само як колись складали аркуш паперу та вирізали фігури й узори, Дарія складає величезні полотна навпіл і витинає орнамент. Потім розгортає полотно, і воно, як фантастична сніжинка, перетворюється на філігранне мереживо.
За свою творчу біографію Дарія Альошкіна створила сотні квадратних метрів полотен. Усі візерунки витинанок – неповторні, бо виконані на основі «живого» імпровізованого малюнка-ескізу. Мисткиня звертається до експериментів зі сучасними матеріалами, що дало змогу формувати з декоративних полотен справжні інсталяції, театральні декорації та прикрашати ними публічний простір.
«Фокус» витинанок Д. Альошкіної – їхня мереживна ажурність, яка справді вражає своїми масштабами, грою тіней у прорізах при різному освітленні. Енергію ручної роботи неможливо підробити. Мотиви витинанок мисткині сягають глибокого коріння традиційної естетики. Усі вони отримують сучасну авторську інтерпретацію. 
Дарія Альошкіна створила витинанки для французької декораторки Ізабель Даерон, яка багато років оформлює вітрини крамниць Hermes у Японії та Франції (спеціальний проєкт для магазину «ВСІ. Свої. Дім та декор»); декорувала стенд українських дизайнерів на Паризькому салоні Maison & Objet; виконала панно для київської крамниці Cartier і для ювелірного бренду Oberig; дістала запрошення від фонду Мікеланджело до участі у Венеційській бієнале крафтового мистецтва.

## Сім'я
Живе та працює у Львові, мама трьох дітей.
Чоловік — Гордій Старух — львівський лірник і скульптор.
Батько — український скульптор Олексій Альошкін. Мати — скульпторка Людмила Альошкіна.